# Пак Сун Дже
Пак Сун Дже (кор. 박성제; 3 августа 1988) — южнокорейский профессиональный хоккеист. Вратарь клуба Азиатской хоккейной лиги «Хай1» и сборной Республики Корея.

## Игровая карьера

### Клубная карьера
С 2007 по 2010 год играл за команду Университета Ёнсе. С 2010 года играет в Азиатской хоккейной лиге. С 2010 по 2013 год играл за клуб «Анян Халла». В сезоне 2010/2011 клуб стал одним из чемпионов Азиатской хоккейной лиги. Вторым стал клуб «Тохоку Фри Блэйдз». Финал этого сезона был отменён из-за землетрясения в Японии и чемпионами были признаны обе команды. В двух других сезонах клуб не смог преодолеть полуфиналы. В общей сложности Пак Сун Дже провёл за клуб 21 игру в регулярном сезоне и 1 игру в плей-офф. В сезоне 2013/2014 играл за «Деймунг Сангму», которая проиграла в полуфинале чемпионата АХЛ. За этот клуб Пак Сун Дже провёл 37 игр в регулярном сезоне и 3 в плей-офф. Сезон 2014/2015 провёл в «Хай1». Команда не смогла пройти дальше полуфинала. Пак Сун Дже провёл за клуб 46 игр.

### Юниорская и молодёжная сборная
В 2006 году был вызван в юниорскую сборную Республики Корея, которая играла в первом дивизион юниорского чемпионата мира, провёл за неё 2 игры. По итогам турнира сборная вылетела во второй дивизион. В 2008 году играл в молодёжной сборной, которая играла во втором дивизионе. Провёл 3 игры и вместе со сборной стал бронзовым призёром турнира.

### Карьера во взрослой сборной
В 2010 году впервые был вызван в национальную сборную Республики Корея, провёл все 5 матчей, пропустив 18 голов. В чемпионатах мира с 2011 по 2014 года провёл в общей сложности 10 матчей. На турнире 2015 года провёл 4 игры и пропустил 8 голов.